# Hugh Guthrie (homme politique canadien)
Pour les articles homonymes, voir Hugh Guthrie et Guthrie.
Hugh Guthrie (13 août 1866-3 novembre 1939) est un homme politique canadien de l'Ontario. Il est député fédéral de Wellington-Sud de 1900 à 1935, ainsi que brièvement chef du Parti conservateur et chef de l'opposition officielle d'octobre 1926 à octobre 1927.

## Biographie
Né à Guelph en Ontario, Guthrie étudie le droit à Osgoode Hall et est nommé au conseil du Roi en 1902.

## Politique
Élu en 1900, il siège avec les Libéraux dans le caucus de Wilfrid Laurier pendant 17 ans. En 1917, il devient transfuge en s'associant aux unionistes de Robert Borden en raison de la crise de la conscription. Député d'arrière-ban avec les libéraux, il devient solliciteur général dans le gouvernement de Borden. Avec la fin de la Première Guerre mondiale, plusieurs libéraux-unionistes réintègrent les rangs libéraux ou ceux du nouveau Parti progressiste du Canada, mais Guthrie décide de demeurer avec les conservateurs et devient ministre de la Milice et de la Défense. Réélu en 1921, il se joint aux conservateurs sur les banquettes de l'opposition officielle.
À la suite de l'affaire King-Byng en 1926, les conservateurs d'Arthur Meighen forme le gouvernement dans lequel Guthrie devient ministre de la Justice et ministre de la Défense. Son passage dans ces deux ministères est de courte durée, car le Parti conservateur perd les élections d'automne 1926. Meighen étant défait dans sa circonscription, Guthrie est appelé à le remplacer au poste de chef du parti et chef de l'opposition officielle pendant une année complète.
Candidat en vue de devenir officiellement le chef du parti lors de la course à la chefferie (en) d'octobre 1927, il termine deuxième derrière Richard Bedford Bennett qui obtient la majorité absolue. John Diefenbaker, alors délégué dans cette convention, écrit dans ses mémoires que la candidature de Guthrie a été plombé lorsque cet ancien libéral a déclaré que la réunion est la plus grande convention libérale de l'histoire.
De retour au gouvernement en 1930, Guthrie est nommé ministre de la Justice et procureur général. Il mène la délégation canadienne à la Société des Nations en 1931 et introduit une législation rendant illégal le port d'une arme dissimulée sans autorisation. En 1935, il se heurte à la députée Agnes Macphail sur sa demande d'enquête sur les conditions et pratiques inhumaines dans les prisons, entre autres la pratique de la flagellation.
Alors que la Grande Dépression s'intensifiait, le gouvernement devient de plus en plus préoccupé par l'instabilité politique. Guthrie et son département sont entre autres responsable de la persécution des membres du Parti communiste du Canada, ainsi que de l'arrestation du chef communiste Tim Buck pour sédition. En 1933, Buck est atteint de projectiles dans ce qui apparait comme une tentative d'assassinat pendant une révolte en prison. Guthrie admet alors que l'attaque était délibérée et avait pour objectif de seulement effrayer Buck ce qui cause un tollé dans la population et conduit à sa libération.

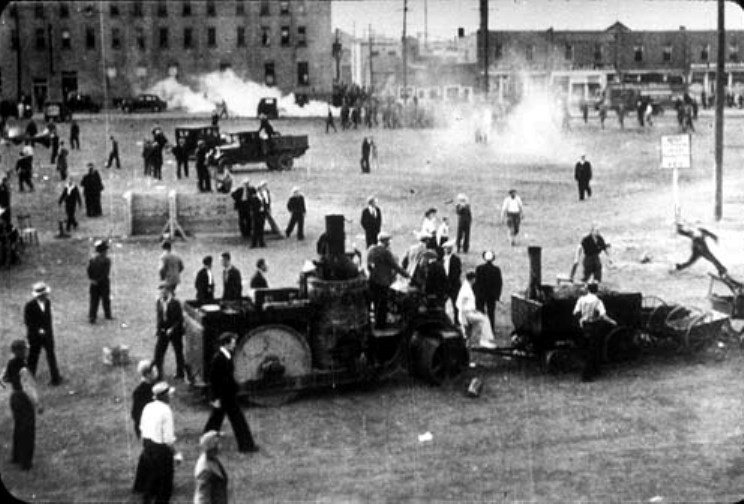
Scène de l'émeute de Regina en 1935

En 1935, un convoi de chômeurs britanno-colombiens désertant les camps de travail de secours établis en régions éloignées se dirige vers Ottawa (On to Ottawa Trek). Voyant ce convoi comme un mouvement insurrectionnel, Guthrie déclare que ces manifestants constituaient une menace distincte pour la paix, l'ordre et le bon gouvernement du Canada
Lorsque les protestataires entrent en Saskatchewan, Guthrie déclare le trek comme illégal malgré les protestations du premier ministre James Garfield Gardiner. Avec l'accord de Bennett, l'ordre est alors donné à la Gendarmerie royale du Canada de disperser les manifestants avec des gaz lacrymogènes et des armes à feu lorsque les manifestations atteindront Regina. Le 1er juillet 1935, la police attaque un rassemblement d'environ 3 000 personnes, causant un mort, des douzaines de blessés et l'indignation nationale.

## Après la politique
Âgé de 69 ans, Guthrie ne se représente pas en 1935 et meurt quatre ans plus tard.
Son père, Donald sert également comme député fédéral de Wellington-Sud de 1876 à 1882 et de député provincial de Wellington-Sud de 1886 à 1894.